# Alauca
Alauca est une municipalité du Honduras, située dans le département de El Paraíso. Elle est fondée en 1802. La municipalité d'Alauca comprend 14 villages et 76 hameaux.

## Crédit d’auteurs
- (en) Cet article est partiellement ou en totalité issu de l’article de Wikipédia en anglais intitulé « Alauca » (voir la liste des auteurs).